# Liste der Baudenkmale in Emsbüren
In der Liste der Baudenkmale in Emsbüren sind alle Baudenkmale der niedersächsischen Gemeinde Emsbüren aufgelistet. Die Quelle der Baudenkmale ist der Denkmalatlas Niedersachsen. Der Stand der Liste ist der 2. Juni 2021.

## Allgemein
In den Spalten befinden sich folgende Informationen:
- Lage: die Adresse des Baudenkmales und die geographischen Koordinaten. Kartenansicht, um Koordinaten zu setzen. In der Kartenansicht sind Baudenkmale ohne Koordinaten mit einem roten Marker dargestellt und können in der Karte gesetzt werden. Baudenkmale ohne Bild sind mit einem blauen Marker gekennzeichnet, Baudenkmale mit Bild mit einem grünen Marker.
- Bezeichnung: Bezeichnung des Baudenkmales
- Beschreibung: die Beschreibung des Baudenkmales. Unter § 3 Abs. 2 NDSchG werden Einzeldenkmale und unter § 3 Abs. 3 NDSchG Gruppen baulicher Anlagen und deren Bestandteile ausgewiesen.
- ID: die Objekt-ID des Baudenkmales
- Bild: ein Bild des Baudenkmales, ggf. zusätzlich mit einem Link zu weiteren Fotos des Baudenkmals im Medienarchiv Wikimedia Commons. Wenn man auf das Kamerasymbol klickt, können Fotos zu Baudenkmalen aus dieser Liste hochgeladen werden:

## Emsbüren

### Gruppe: Kirchplatz Emsbüren
Die Gruppe „Kirchplatz Emsbüren“ hat die ID 35898022.

| Lage                                      | Bezeichnung    | Beschreibung                                                | ID       | Bild           |
| ----------------------------------------- | -------------- | ----------------------------------------------------------- | -------- | -------------- |
| Papenstraße 3 52° 23′ 29″ N, 7° 17′ 30″ O | Kirche         | St. Andreas                                                 | 35905447 | Weitere Bilder |
| Papenstraße 3 52° 23′ 29″ N, 7° 17′ 30″ O | Grabplatten    | Die Grabplatten befinden sich auf beiden Seiten der Kirche. | 35908497 | BW             |
| Papenstraße 3 52° 23′ 28″ N, 7° 17′ 29″ O | Stele          | Ewig-Licht-Säule                                            | 35905558 | BW             |
| Papenstraße 3 52° 23′ 28″ N, 7° 17′ 30″ O | Kriegerdenkmal |                                                             | 35905586 | BW             |

### Gruppe: Pfarrhof Emsbüren
Die Gruppe „Gemeindehaus Gartenstraße 28“ hat die ID 35899839.

| Lage                                      | Bezeichnung | Beschreibung | ID       | Bild |
| ----------------------------------------- | ----------- | ------------ | -------- | ---- |
| Papenstraße 7 52° 23′ 28″ N, 7° 17′ 26″ O | Pfarrhaus   |              | 35908298 | BW   |
| Papenstraße 52° 23′ 29″ N, 7° 17′ 24″ O   | Pfarrgarten |              | 35907231 | BW   |

### Gruppe: Hofanlage, Lange Str. 34
Die Gruppe „Hofanlage, Lange Str. 34“ hat die ID 35897987.

| Lage                                        | Bezeichnung              | Beschreibung          | ID       | Bild |
| ------------------------------------------- | ------------------------ | --------------------- | -------- | ---- |
| Lange Straße 34 52° 23′ 15″ N, 7° 17′ 27″ O | Wohn-/Wirtschaftsgebäude |                       | 35904533 | BW   |
| Lange Straße 34 52° 23′ 17″ N, 7° 17′ 25″ O | Scheune                  | wohl ehem. Schafstall | 35905312 | BW   |

### Gruppe: Friedhof Emsbühren
Die Gruppe „Friedhof Emsbühren“ hat die ID 35898005.

| Lage                                           | Bezeichnung | Beschreibung | ID       | Bild |
| ---------------------------------------------- | ----------- | ------------ | -------- | ---- |
| Schüttorfer Straße 52° 23′ 11″ N, 7° 17′ 27″ O | Friedhof    |              | 35905676 | BW   |
| Schüttorfer Straße 52° 23′ 13″ N, 7° 17′ 27″ O | Wegekapelle |              | 35905731 | BW   |
| Schüttorfer Straße 52° 23′ 12″ N, 7° 17′ 24″ O | Einfriedung |              | 35905705 | BW   |
| Schüttorfer Straße 52° 23′ 10″ N, 7° 17′ 24″ O | Baumbestand |              | 35908714 | BW   |

### Gruppe: Heimathof Emsbühren
Die Gruppe „Heimathof Emsbühren“ hat die ID 35899976.

| Lage                                        | Bezeichnung              | Beschreibung | ID       | Bild |
| ------------------------------------------- | ------------------------ | ------------ | -------- | ---- |
| Ludgeristraße 2 52° 23′ 12″ N, 7° 17′ 30″ O | Wohn-/Wirtschaftsgebäude |              | 35907857 | BW   |
| Ludgeristraße 4 52° 23′ 12″ N, 7° 17′ 33″ O | Wohn-/Wirtschaftsgebäude |              | 35907882 | BW   |
| Ludgeristraße 52° 23′ 14″ N, 7° 17′ 34″ O   | Remise                   |              | 35907832 | BW   |
| Ludgeristraße 52° 23′ 12″ N, 7° 17′ 34″ O   | Backhaus                 |              | 35907753 | BW   |
| Ludgeristraße 52° 23′ 12″ N, 7° 17′ 35″ O   | Schafstall               |              | 35907807 | BW   |
| Ludgeristraße 52° 23′ 13″ N, 7° 17′ 35″ O   | Scheune                  |              | 35907780 | BW   |

### Gruppe: Emsbühren, Landwirtschaftsschule
Die Gruppe „Emsbühren, Landwirtschaftsschule“ hat die ID 35898128.

| Lage                                      | Bezeichnung | Beschreibung                | ID       | Bild |
| ----------------------------------------- | ----------- | --------------------------- | -------- | ---- |
| Schulstraße 6 52° 23′ 37″ N, 7° 17′ 32″ O | Schule      | ehem. Landwirtschaftsschule | 35905614 | BW   |
| Schulstraße 7 52° 23′ 37″ N, 7° 17′ 33″ O | Schule      | ehem. Landwirtschaftsschule | 35905645 | BW   |

### Einzelbaudenkmale
| Lage                                         | Bezeichnung              | Beschreibung                         | ID       | Bild |
| -------------------------------------------- | ------------------------ | ------------------------------------ | -------- | ---- |
| Bovenberge 15 52° 23′ 17″ N, 7° 16′ 35″ O    | Wegekreuz                | Hof Wilbert                          | 35904773 | BW   |
| Bovenberge 52° 23′ 17″ N, 7° 16′ 35″ O       | Einfriedung              | Hof Wilbert                          | 35908593 | BW   |
| Papenstraße 23 52° 23′ 36″ N, 7° 17′ 26″ O   | Wohn-/Wirtschaftsgebäude |                                      | 35905532 | BW   |
| Papenstraße 23 52° 23′ 36″ N, 7° 17′ 26″ O   | Nebengebäude             |                                      | 35908326 | BW   |
| Papenstraße 15 52° 23′ 33″ N, 7° 17′ 26″ O   | Wohn-/Wirtschaftsgebäude |                                      | 35905507 | BW   |
| Papenstraße 6/8 52° 23′ 28″ N, 7° 17′ 28″ O  | Wohnhaus                 | Haus Gravel (Doppelhaus)             | 35905479 | BW   |
| Kirchplatz 2 52° 23′ 30″ N, 7° 17′ 30″ O     | Wohnhaus                 | Haus Geist                           | 35907410 | BW   |
| Dahlhok 23 A 52° 23′ 30″ N, 7° 17′ 30″ O     | Gasthaus                 | Gastwirtschaft Egbring (Ludgerihaus) | 35907380 | BW   |
| Dahlhok 20 52° 23′ 30″ N, 7° 17′ 32″ O       | Wohn-/Geschäftshaus      | Haus Hoyer                           | 35905370 | BW   |
| Dahlhok 10 52° 23′ 27″ N, 7° 17′ 32″ O       | Wohn-/Wirtschaftsgebäude | Brennerei Kuiper                     | 35905341 | BW   |
| Dahlhok 10 52° 23′ 27″ N, 7° 17′ 33″ O       | Brennerei                |                                      | 35908667 | BW   |
| Lange Straße 6 52° 23′ 25″ N, 7° 17′ 29″ O   | Wohnhaus                 | Haus Wermes                          | 35905419 | BW   |
| Ahlder Straße 20 52° 22′ 36″ N, 7° 17′ 23″ O | Wohn-/Wirtschaftsgebäude |                                      | 35904694 | BW   |
| Ahlder Straße 20 52° 22′ 36″ N, 7° 17′ 25″ O | Stallanbau               |                                      | 35908117 | BW   |

## Ahlde

### Gruppe: Ahlde, Sunderhügel
Die Gruppe „Ahlde, Sunderhügel“ hat die ID 35897900.

| Lage                              | Bezeichnung | Beschreibung | ID       | Bild |
| --------------------------------- | ----------- | ------------ | -------- | ---- |
| K 312 52° 22′ 24″ N, 7° 17′ 44″ O | Kreuzsteine | Sunderhügel  | 35904747 | BW   |

### Einzelbaudenkmale
| Lage                               | Bezeichnung | Beschreibung | ID       | Bild |
| ---------------------------------- | ----------- | ------------ | -------- | ---- |
| Ahlde 9 52° 22′ 7″ N, 7° 17′ 43″ O | Schafstall  | Hof Hopmann  | 35904638 | BW   |

## Bernte

### Einzelbaudenkmale
| Lage                                 | Bezeichnung | Beschreibung | ID       | Bild |
| ------------------------------------ | ----------- | ------------ | -------- | ---- |
| Bernte 6 52° 25′ 44″ N, 7° 18′ 38″ O | Scheune     |              | 35904985 | BW   |
| L 40 52° 25′ 49″ N, 7° 19′ 2″ O      | Wegekreuz   |              | 35904962 | BW   |
| Bernte 4 52° 25′ 57″ N, 7° 19′ 9″ O  | Schafstall  | Hof Schulte  | 35906984 | BW   |

## Elbergen

### Gruppe: Kirche Elbergen
Die Gruppe „Kirche Elbergen“ hat die ID 35897969.

| Lage                            | Bezeichnung | Beschreibung | ID       | Bild           |
| ------------------------------- | ----------- | ------------ | -------- | -------------- |
| L 40 52° 27′ 5″ N, 7° 18′ 40″ O | Kirche      | St. Johannes | 35905150 | Weitere Bilder |
| L 40 52° 27′ 5″ N, 7° 18′ 38″ O | Friedhof    |              | 35905178 | Weitere Bilder |
| L 40 52° 27′ 5″ N, 7° 18′ 41″ O | Baumbestand |              | 35908806 | BW             |

### Gruppe: Elbergen, Hof Ginten-Richter
Die Gruppe „Elbergen, Hof Ginten-Richter“ hat die ID 35897934.

| Lage                                   | Bezeichnung | Beschreibung | ID       | Bild |
| -------------------------------------- | ----------- | ------------ | -------- | ---- |
| Elbergen 15 52° 27′ 6″ N, 7° 18′ 46″ O | Scheune     |              | 35897934 | BW   |
| Elbergen 15 52° 27′ 5″ N, 7° 18′ 45″ O | Stallanbau  |              | 35908140 | BW   |
| Elbergen 15 52° 27′ 6″ N, 7° 18′ 47″ O | Speicher    |              | 35905120 | BW   |

### Gruppe: Dortmund-Ems-Kanal Elbergen, Ems-Vechte-Kanal
Die Gruppe „Dortmund-Ems-Kanal Elbergen, Ems-Vechte-Kanal“ hat die ID 35897951.

| Lage                                       | Bezeichnung                                           | Beschreibung                                          | ID       | Bild           |
| ------------------------------------------ | ----------------------------------------------------- | ----------------------------------------------------- | -------- | -------------- |
| 52° 27′ 55″ N, 7° 18′ 18″ O                | Kanal                                                 | Dortmund-Ems-Kanal / Ems-Vechte-Kanal (Teilstück III) | 35907952 | Weitere Bilder |
| 52° 27′ 57″ N, 7° 18′ 20″ O                | Baumbestand                                           |                                                       | 35908693 | Weitere Bilder |
| 52° 28′ 4″ N, 7° 18′ 34″ O                 | Schleusenanlage                                       |                                                       | 35905012 | Weitere Bilder |
| 52° 28′ 4″ N, 7° 18′ 33″ O                 | Schleusenwächterhaus                                  |                                                       | 35905037 | Weitere Bilder |
| An der Schleuse 52° 28′ 4″ N, 7° 18′ 33″ O | Ems-Vechte-Kanal/Dortmund-Ems-Kanal (Schleusenanlage) |                                                       | 35907996 |                |

### Einzelbaudenkmale
| Lage                                   | Bezeichnung              | Beschreibung              | ID       | Bild |
| -------------------------------------- | ------------------------ | ------------------------- | -------- | ---- |
| L 40 52° 27′ 5″ N, 7° 18′ 43″ O        | Wegekreuz                | Hof Richter               | 35905204 | BW   |
| L 40 52° 27′ 5″ N, 7° 18′ 44″ O        | Einfriedung              | Hof Richter               | 35908525 | BW   |
| Elbergen 4 52° 27′ 12″ N, 7° 18′ 14″ O | Backhaus                 | Hof Feldmann              | 35907060 | BW   |
| Elbergen 4 52° 27′ 12″ N, 7° 18′ 15″ O | Wohn-/Wirtschaftsgebäude | Heuerhaus Feldmann        | 35907113 | BW   |
| Elbergen 4 52° 27′ 12″ N, 7° 18′ 15″ O | Wohn-/Wirtschaftsgebäude | Hallenhaus (Hof Feldmann) | 35905230 | BW   |
| Elbergen 4 52° 27′ 11″ N, 7° 18′ 15″ O | Stallanbau               | Hof Feldmann              | 35908170 | BW   |

## Gleesen

### Einzelbaudenkmale
| Lage                                                 | Bezeichnung     | Beschreibung                                                                   | ID       | Bild |
| ---------------------------------------------------- | --------------- | ------------------------------------------------------------------------------ | -------- | ---- |
| An der Schleuse Gleesen 52° 27′ 23″ N, 7° 19′ 49″ O  | Schleusenanlage | Dortmund-Ems-Kanal Schleuse Gleesen                                            | 35905759 | BW   |
| Zur Gleesener Schleuse 5 52° 27′ 1″ N, 7° 20′ 7″ O   | Grotte          | Hof Tegeder                                                                    | 35905811 |      |
| Zur Gleesener Schleuse 5 52° 27′ 0″ N, 7° 20′ 11″ O  | Scheune         | ehem. Kirche, Hof Tegeder. Zwischen 1685 und 1718 war dieses Haus eine Kirche. | 35905785 |      |
| Zur Gleesener Schleuse 1 52° 26′ 54″ N, 7° 20′ 15″ O | Wegekreuz       |                                                                                | 35905837 |      |
| Gleesener Hauptstraße 2 52° 26′ 52″ N, 7° 20′ 19″ O  | Wegekreuz       |                                                                                | 35905886 |      |
| Gleesener Hauptstraße 5 52° 26′ 50″ N, 7° 20′ 23″ O  | Wegekapelle     | Kluse                                                                          | 35905861 |      |

## Listrup

### Gruppe: Listrup, Hofanlage
Die Gruppe „Listrup, Hofanlage“ hat die ID 35898058.

| Lage                                                 | Bezeichnung              | Beschreibung | ID       | Bild |
| ---------------------------------------------------- | ------------------------ | ------------ | -------- | ---- |
| Zum Schultenhook 18 - 20 52° 21′ 10″ N, 7° 21′ 28″ O | Wohn-/Wirtschaftsgebäude |              | 35906239 | BW   |
| Zum Schultenhook 18 - 20 52° 21′ 12″ N, 7° 21′ 26″ O | Backhaus                 |              | 35907669 | BW   |
| Zum Schultenhook 18 - 20 52° 21′ 10″ N, 7° 21′ 27″ O | Scheune                  |              | 35906267 |      |
| Zum Schultenhook 18 - 20 52° 21′ 9″ N, 7° 21′ 31″ O  | Remise                   |              | 35906296 |      |
| Zum Schultenhook 18 - 20 52° 21′ 10″ N, 7° 21′ 31″ O | Wirtschaftsgebäude       |              | 35907639 | BW   |
| Zum Schultenhook 18 - 20 52° 21′ 10″ N, 7° 21′ 30″ O | Wohnhausanbau            |              | 35908067 | BW   |
| Zum Schultenhook 18 - 20 52° 21′ 8″ N, 7° 21′ 28″ O  | Scheune                  |              | 35907610 | BW   |
| Zum Schultenhook 18 - 20 52° 21′ 9″ N, 7° 21′ 29″ O  | Remisnanbau              |              | 35908250 | BW   |

### Gruppe: Listrup-Bexten, kath. Kirche
Die Gruppe „Listrup-Bexten, kath. Kirche“ hat die ID 35898092.

| Lage                        | Bezeichnung    | Beschreibung | ID       | Bild           |
| --------------------------- | -------------- | ------------ | -------- | -------------- |
| 52° 22′ 34″ N, 7° 21′ 23″ O | Kirche         | St. Maria    | 35906481 | Weitere Bilder |
| 52° 22′ 34″ N, 7° 21′ 22″ O | Kirchhof       |              | 35906511 | Weitere Bilder |
| 52° 22′ 35″ N, 7° 21′ 22″ O | Pumpbrunnen    |              | 35908276 | Weitere Bilder |
| 52° 22′ 34″ N, 7° 21′ 25″ O | Priestergräber |              | 35908762 | Weitere Bilder |
| 52° 22′ 35″ N, 7° 21′ 25″ O | Hochkreuz      |              | 35908785 | Weitere Bilder |

### Gruppe: Alte Schleuse Listrup
Die Gruppe „Alte Schleuse Listrup“ hat die ID 35898075.

| Lage                                         | Bezeichnung         | Beschreibung | ID       | Bild           |
| -------------------------------------------- | ------------------- | ------------ | -------- | -------------- |
| Listruper Wehr 52° 23′ 39″ N, 7° 20′ 20″ O   | Schleusenanlage     |              | 35906119 | Weitere Bilder |
| Listruper Wehr 52° 23′ 37″ N, 7° 20′ 19″ O   | Wehranlage          |              | 35907301 |                |
| Listruper Wehr 5 52° 23′ 41″ N, 7° 20′ 22″ O | Schleusenwärterhaus |              | 3590614  | Weitere Bilder |
| Listruper Wehr 5 52° 23′ 41″ N, 7° 20′ 22″ O | Nebengebäude        |              | 35906181 | Weitere Bilder |

### Einzelbaudenkmale
| Lage                                                | Bezeichnung | Beschreibung                   | ID       | Bild |
| --------------------------------------------------- | ----------- | ------------------------------ | -------- | ---- |
| Helschener Straße 3 52° 23′ 15″ N, 7° 21′ 9″ O      | Wohnhaus    | Hof Hölscher (Seybering)       | 35906399 |      |
| Helschener Straße 3 52° 23′ 16″ N, 7° 21′ 11″ O     | Wegekapelle | Kluse Hof Hölscher (Seybering) | 35906425 |      |
| Zum Schultenhook 18 - 20 52° 21′ 9″ N, 7° 21′ 32″ O | Hofkreuz    |                                | 35906211 |      |
| Zum Schultenhook 14, 52° 21′ 29″ N, 7° 21′ 10″ O    | Scheune     | Hof Schulte van Werde          | 35906322 |      |
| Listrup 2 52° 21′ 32″ N, 7° 21′ 12″ O               | Wegekreuz   |                                | 35906349 |      |
| K 311 52° 22′ 23″ N, 7° 21′ 21″ O                   | Wegekreuz   |                                | 35906534 |      |
| Dorfstraße 7 52° 22′ 36″ N, 7° 21′ 21″ O            | Schule      | Schule Bexten von 1929         | 35907495 |      |

## Mehringen

### Einzelbaudenkmale
| Lage                                          | Bezeichnung | Beschreibung            | ID       | Bild |
| --------------------------------------------- | ----------- | ----------------------- | -------- | ---- |
| Ahlder Weg/Eitweg 52° 22′ 48″ N, 7° 19′ 31″ O | Wegekapelle |                         | 35907440 | BW   |
| 52° 22′ 56″ N, 7° 19′ 24″ O                   | Wegekreuz   | Hof Krüßel              | 35906586 | BW   |
| 52° 22′ 56″ N, 7° 19′ 24″ O                   | Einfriedung | Hof Krüßel              | 35908571 | BW   |
| Mühlenstraße 36 52° 23′ 14″ N, 7° 18′ 33″ O   | Mühle       | Windmühle (Enkingmühle) | 35906634 | BW   |